# Rédange
Rédange (fràncic lorenès Réideng) és un municipi francès situat al departament del Mosel·la i a la regió del Gran Est. L'any 2007 tenia 895 habitants.

## Demografia

### Població
El 2007 la població de fet de Rédange era de 895 persones. Hi havia 378 famílies, de les quals 114 eren unipersonals (59 homes vivint sols i 55 dones vivint soles), 130 parelles sense fills, 126 parelles amb fills i 8 famílies monoparentals amb fills.
La població ha evolucionat segons el següent gràfic:
Habitants censats

### Habitatges
El 2007 hi havia 402 habitatges, 381 eren l'habitatge principal de la família, 1 era una segona residència i 20 estaven desocupats. 314 eren cases i 88 eren apartaments. Dels 381 habitatges principals, 292 estaven ocupats pels seus propietaris, 85 estaven llogats i ocupats pels llogaters i 4 estaven cedits a títol gratuït; 2 tenien una cambra, 19 en tenien dues, 61 en tenien tres, 109 en tenien quatre i 190 en tenien cinc o més. 276 habitatges disposaven pel capbaix d'una plaça de pàrquing. A 170 habitatges hi havia un automòbil i a 153 n'hi havia dos o més.

### Piràmide de població
La piràmide de població per edats i sexe el 2009 era:
| Homes | Edats   | Dones |
| ----- | ------- | ----- |
| 0     | 95 o +  | 0     |
| 0     | 90 a 94 | 4     |
| 0     | 85 a 89 | 4     |
| 4     | 80 a 84 | 12    |
| 12    | 75 a 79 | 12    |
| 32    | 70 a 74 | 24    |
| 4     | 65 a 69 | 20    |
| 24    | 60 a 64 | 24    |
| 20    | 55 a 59 | 24    |
| 20    | 50 a 54 | 12    |
| 40    | 45 a 49 | 44    |
| 36    | 40 a 44 | 28    |
| 32    | 35 a 39 | 32    |
| 48    | 30 a 34 | 32    |
| 40    | 25 a 29 | 40    |
| 24    | 20 a 24 | 16    |
| 24    | 15 a 19 | 32    |
| 32    | 10 a 14 | 16    |
| 44    | 5 a 9   | 16    |
| 16    | 0 a 4   | 20    |

## Economia
El 2007 la població en edat de treballar era de 591 persones, 408 eren actives i 183 eren inactives. De les 408 persones actives 381 estaven ocupades (221 homes i 160 dones) i 27 estaven aturades (8 homes i 19 dones). De les 183 persones inactives 38 estaven jubilades, 52 estaven estudiant i 93 estaven classificades com a «altres inactius».

### Ingressos
El 2009 a Rédange hi havia 346 unitats fiscals que integraven 807 persones, la mediana anual d'ingressos fiscals per persona era de 20.120 €.

### Activitats econòmiques
Dels 15 establiments que hi havia el 2007, 2 eren d'empreses extractives, 2 d'empreses alimentàries, 6 d'empreses de construcció, 1 d'una empresa d'hostatgeria i restauració, 1 d'una empresa d'informació i comunicació, 1 d'una empresa financera, 1 d'una empresa immobiliària i 1 d'una empresa de serveis.
Dels 7 establiments de servei als particulars que hi havia el 2009, 1 era una oficina bancària, 2 paletes, 1 guixaire pintor, 1 lampisteria, 1 restaurant i 1 agència immobiliària.
L'únic establiment comercial que hi havia el 2009 era una fleca.
L'any 2000 a Rédange hi havia 4 explotacions agrícoles.

## Equipaments sanitaris i escolars
El 2009 hi havia 1 escola maternal i 1 escola elemental.

## Poblacions més properes
El següent diagrama mostra les poblacions més properes.